# Agestrata luconica
Agestrata luconica är en skalbaggsart som beskrevs av Johann Friedrich von Eschscholtz 1829. Agestrata luconica ingår i släktet Agestrata och familjen Cetoniidae. Inga underarter finns listade i Catalogue of Life.